# Camilla acutipennis
Camilla acutipennis är en tvåvingeart som först beskrevs av Friedrich Hermann Loew 1865.  Camilla acutipennis ingår i släktet Camilla och familjen gnagarflugor. Inga underarter finns listade i Catalogue of Life.